# Głębock (przystanek kolejowy)
Głębock – zlikwidowany przystanek osobowy a dawniej stacja kolejowa w Głębocku na rozebranej linii kolejowej Pieniężno – Korniewo, w województwie warmińsko-mazurskim.